# Hyas alutaceus
Hyas alutaceus is een krabbensoort uit de familie van de Oregoniidae. De wetenschappelijke naam van de soort is voor het eerst geldig gepubliceerd in 1851 door Brandt.